# Tim Simenon
Tim Simenon (* 21. června 1967) je anglický hudebník, diskžokej, hudební producent a skladatel. Vyrůstal v Londýně a hudbě se věnoval od nízkého věku. Od roku 1987 působí v projektu Bomb the Bass. Během své kariéry spolupracoval s mnoha dalšími hudebníky, mezi něž patří například Depeche Mode, Hector Zazou, Sinéad O'Connor, Gavin Friday a Guy Sigsworth. Rovněž se věnoval tvorbě remixů. V roce 2012 získal polské ocenění Człowiek ze Złotym Uchem. V současné době (2017) žije a pracuje v Praze..